# Tegoribates latirostris
Tegoribates latirostris är en kvalsterart som först beskrevs av Koch 1844.  Tegoribates latirostris ingår i släktet Tegoribates och familjen Tegoribatidae. Arten är reproducerande i Sverige. Inga underarter finns listade i Catalogue of Life.